# Dicliptera japonica
Dicliptera japonica là một loài thực vật có hoa trong họ Ô rô. Loài này được (Thunb.) Makino mô tả khoa học đầu tiên năm 1903.